# حياة سندي
حياة سليمان سندي (6 نوفمبر 1967) عالمة وباحثة سعودية، وعضوة في مجلس الشورى السعودي، وصاحبة مشروع التشخيص للجميع، وأول امرأة عربية تحصل على الدكتوراه في التقنية الحيوية من جامعة كامبردج، استطاعت أن تتوصل إلى العديد من الاختراعات العلمية المهمة جعلتها تتبوأ مكانة علمية عالمية رفيعة، وكان من أهمها اختراع مجس للموجات الصوتية والمغناطيسية، يمكنه تحديد الدواء المطلوب لجسم الإنسان، كما يساعد رواد الفضاء على مراقبة معدلات السكر، ومستوى ضغط الدم في أجسامهم، وله تطبيقات متعددة في نواح مختلفة للصناعات الدوائية، وفحوصات الجينات والحمض النووي الخاصة بالأمراض الوراثية، وكذلك المشاريع البحثية لحماية البيئة وقياس الغازات السامة، وهي باحثة زائرة في جامعة هارفارد، كما أنها من أوائل عضوات مجلس الشورى السعودي.

## حياتها المبكرة
ولدت حياة في مكة بتاريخ 6 نوفمبر، 1967م، كانت في طفولتها شغوفة بالقراءة والاطلاع على سِيَر العلماء والمؤثرين من الخوارزمي، والرازي، وابن الهيثم، وماري كوري، وانشتاين، وجابر بن حيان وغيرهم، تلقت تعليمها الابتدائي والمتوسط والثانوي وبدايتها الجامعية في مكة المكرمة بالسعودية وكان تحصيلها العلمي في مراحل دراستها متميزاً، ففي نهاية دراسة مرحلة الثانوية قد حصلت على معدل 98% والذي أهَّلَهَا من الدخول في مجال الطب.

## حياتها العلمية
بدأت خلال فترة دراستها الجامعية بقراءة كتب متخصصة في علم الأدوية وبدأت في التخصص والتوسع بمعرفته بالسفر للدراسة في لندن، وصنفت على أنها أول امرأة عربية تحصل على شهادة دكتوراه في مجال التقنية الحيوية من جامعة كامبردج، وقد أنشأت مشروع التشخيص للجميع وطُوِّر في جامعة هارفرد ليصبح جهازاً مصنوعاً من الورق لا يتجاوز حجمه حجم بصمة اليد.
وقد اشتهرت من بعدها في مجالات الاختبارات الصحية وزيادة الوعي العلمي ولاسيما عند الإناث في العالم العربي، وأنشأت معهد التخيل والبراعة (I22) الغير ربحي الساعي لخلق أجواء من الإبداع للعلماء والفنيين والتقنيين والمهندسين وغيرهم.
وعرفت بمساهماتها الرئيسية في اختبارات الرعاية الصحية والتكنولوجيا الحيوية، وأتاح لها عملها المخبري في جامعة هارفارد المشاركة مع أربعة علماء آخرين في فيلم وثائقي بدعم من المكتب التنفيذي للرئيس الأمريكي لتعزيز تعليم العلوم بين الشباب. وإلى جانب نشاطاتها العلمية، تشارك الدكتورة سندي في العديد من الفعاليات التي تهدف إلى رفع الوعي بالعلوم بين الإناث، ولا سيّما في السعودية والعالم الإسلامي بشكل عام. كما أنها تهتم بقضية هجرة الأدمغة، وقد دعيت للمشاركة كمتحدثة في منتدى جدة الاقتصادي لعام 2005م. وفي يناير 2013م، أصبحت جزءاً من أول مجموعة نسائية تعمل في مجلس الشورى في المملكة العربية السعودية.

## إنجازاتها ومشاركاتها
في عام 2010م، فازت الدكتورة سندي بجائزة مكة للتميز العلمي من قبل خالد بن فيصل آل سعود. كما منحتها مؤسسة ناشيونال جيوغرافيك لقب المستكشفة الصاعدة في عام 2011م، بالإضافة إلى تصنيفها من قبل مجلة نيوزويك ضمن قائمة أكثر 150 امرأة مؤثرة في العالم في عام 2012م، وفي الأول من أكتوبر 2012م، عُيِّنَت الدكتورة سندي من قبل رئيسة منظمة اليونسكو إيرينا بوكوفا، كأول سفيرة للنوايا الحسنة للعلوم لجهودها في تشجيع تعليم العلوم في الشرق الأوسط، وخاصة للفتيات. وتم تصنيفها من قبل مجلة أريبيان بزنس في المركز التاسع عشر ضمن قائمة الشخصيات العربية الأكثر تأثيراً في العالم العربي وفي المركز التاسع ضمن قائمة السيدات العربيات الأكثر تأثيراً. واختيرت من قبل المؤتمر الوطني للعلوم في أمريكا في عامي 2012م و2013م كأفضل 50 عالم لتشجيع العلوم لدى الشباب التي رشحتها لهذا المنصب جامعة هارفرد.
- أنشأت مشروع التشخيص للجميع وهو عبارة عن تقنية حديثة تم تطويرها في معمل جورج وايتسايد بجامعة هارفرد لتختزل مختبرات التحليل في جهاز بحجم بصمة اليد مصنوع من الورق يمكن للشخص العادي أن يستخدمه لإجراء التحليل في أي وقت وقراءة النتيجة مباشرة لتشخيص الحالة المرضية أو عرضها على المختص دون الحاجة لزيارة المعمل.
- درّست في بداية حياتها الجامعية في دورة تعليم اللغة العربية لموظفي البنوك، لتغطية تكاليف الدراسة.
- المجس متعدد الاستخدمات (MARS): واسمه كاملاً: Magnetic Acoustic Resonator Sensor، مجس قياسي متعدد الاستخدامات ابتكرته لترفع به من معدل دقة القياس بالإضافة لصغر حجمه، وكمثال فإن قياسه لاستعداد الجينات للإصابة بمرض السكري يصل إلى دقة 99,1% بعد أن كانت لا تتعدى 24% بالمجسّات الأخرى. والذي يمكنه أيضاً تحديد الدواء اللازم للإنسان أعتمدته ناسا رسمياً في أبحاثها ورحلاتها، وقد ابتكرته حياة سندي قبل اتمامها لرسالة الدكتوراة.
- رسالة الدكتوراة «دراسات متقدمة في أدوات القياس الكهرومغناطيسية والصوتية»: وصفها الدكتور المشرف بأنها خمس رسائل لضخامة وتشعب ودقة محتواها.
- شاركت في العديد من المؤتمرات الدولية العامة والمتخصصة.
- دعتها وكالة ناسا للعمل فيها؛ في السنة الثانية من إعدادها لرسالة الدكتوراة.
- زارت معامل (سانديا لاب) مختبرات سانديا الوطنية: في تكساس، وهي من أهم المعامل التي تجرى بها أكثر الأبحاث أهمية وحساسية في العالم وفي الولايات المتحدة الأمريكية تحديداً، وقد عرض على حياة سندي العمل فيها إلا أنها رفضت «خشية أن تستخدم أبحاثها في أغراض حربية!» لكنهم شهدوا لها بأنه لا يوجد في معامل سانديا لاب شخص بمثل خبرتها!.
- دعيت في عام 1999م للانضمام إلى مجموعة: العلماء الشبّان الأكثر تفوقاً في بريطانيا. التابعة لمجلس العموم البريطاني.
- دعيت لزيارة (البنتاجون) خماسي أضلاع عام 2001م ضمن حضور المؤتمر القومي لمرض السرطان.
- دعيت من جامعة (بيركلي) بيركيلي (توضيح) في الولايات المتحدة الأمريكية / كاليفورنيا ضمن وفد ضم 15 عالماً من أفضل العلماء في العالم، لاستشراف اتجاهات ومستقبل العلوم.
- منحتها الكلية الملكية البريطانية العضوية الفخرية تقديراً لاسهاماتها واختراعاتها.
- دُعيت أربع مرات للمشاركة في مركز «وايزمان انستتيوت» الإسرائيلي في تل أبيب، ورفضت وبررت ذلك بأنها تدرك «خطورة تطبيع البحث العلمي».
- شاركت تطوعياً في مشروع (follow the women) (اتبعوا النساء) في جولة حول العالم بالدراجات الهوائية ضمن 300 سيدة ترويجاً للسلام وإنهاء العنف في الشرق الأوسط. حملن فيها رسالة لرؤساء العالم عنوانها: تحرّكوا!.
- شاركت في منتدى جدة الاقتصادي.
- دعيت عام 2004م من حرم سمو الأمير الملكي تركي الفيصل للمشاركة في مؤتمر (المرأة الخليجية) بمعهد دراسات الشرق الأوسط التابع لجامعة لندن.
- حصلت مع فريقها العلمي على جائزة المركز الأول في مسابقة خطط العمل للمشاريع الاجتماعية التي أقامتها «جامعة هارفارد للأعمال» وكذلك في مسابقة المبادرات التي أقامها «معهد ماساتشوستس للتكنولوجيا MIT» وذلك تقديراً لتقنيتها «التشخيص للجميع». هنا أكثر عن هذا الإنجاز
- تعمل على مشروع تأهيل الأطفال من مختلف دول العالم للتفكير والتحليل المبكر، مع شركة (شلمبير جير).
- تم اختيارها عام 2009 من قبل منظمة تِك باب Tech Pop (منظمة مستقلة) ضمن أفضل 15 عالماً في مختلف المجالات ينتظر ويتوقع منهم أن يغيّروا الأرض عن طريق أبحاثهم وابتكاراتهم، وقد كانت العادة أن يتم اختيار العلماء عن طريق تقديم طلب الانضمام إلى لجنة تنقسم بدورها إلى ثلاث لجان تقوم بفرز المتقدمين لاختيار الأفضل، وكانت العالمة: د.حياة سندي هي الوحيدة التي تم اختيارها بدون تقديم طلب أو فرز.
- حصلت على جائزة مكة للتميز العلمي والتقني من قبل الأمير خالد الفيصل أمير منطقة مكة المكرمة وقد وصفتها بأنها الجائزة الأهم لانها تحمل اسم مكة وهي الجائزة الأولى التكريمية في وطنها.
- عُيّنت سفيرة للنوايا الحسنة لدى اليونيسكو في عام 2012م تقديراً لمجهودها في المجال العلمي.

## هوايات
تهوى الحياة الاجتماعية، والموسيقى ورياضة ركوب الخيل وتحب الشِّعر وتتذوق الفنون، وتهتم بالتراث وهذا يتضح جلياً من منزلها في بريطانيا المؤثث وفق الطراز الحجازي والمعطّر برائحة البخور؛ كما يتضح من أزياءها التي ترتديها والتي تشير بشكل واضح إلى تمسكها بالتراث العربي والحجازي تحديداً.
 «سرّ النجاح يمكن اختصاره في كلمتين: الإخلاص والجدية!» / د.حياة سندي

## وصلات خارجية
- صفحة حياة سندي الشخصية على موقع بوب تِك.
- مدونة حياة سندي.